# Boulevard Exelmans
Pour les articles homonymes, voir Exelmans.
Le boulevard Exelmans, est une voie communale française du réseau routier secondaire de la ville de Paris située dans le quartier d'Auteuil du 16e arrondissement permettant de relier le pont du Garigliano à la porte d'Auteuil.

## Situation et accès
Le boulevard part du quai Louis-Blériot, où il prolonge le pont du Garigliano et le boulevard du Général-Martial-Valin dans le 15e arrondissement, et se termine rue d'Auteuil.

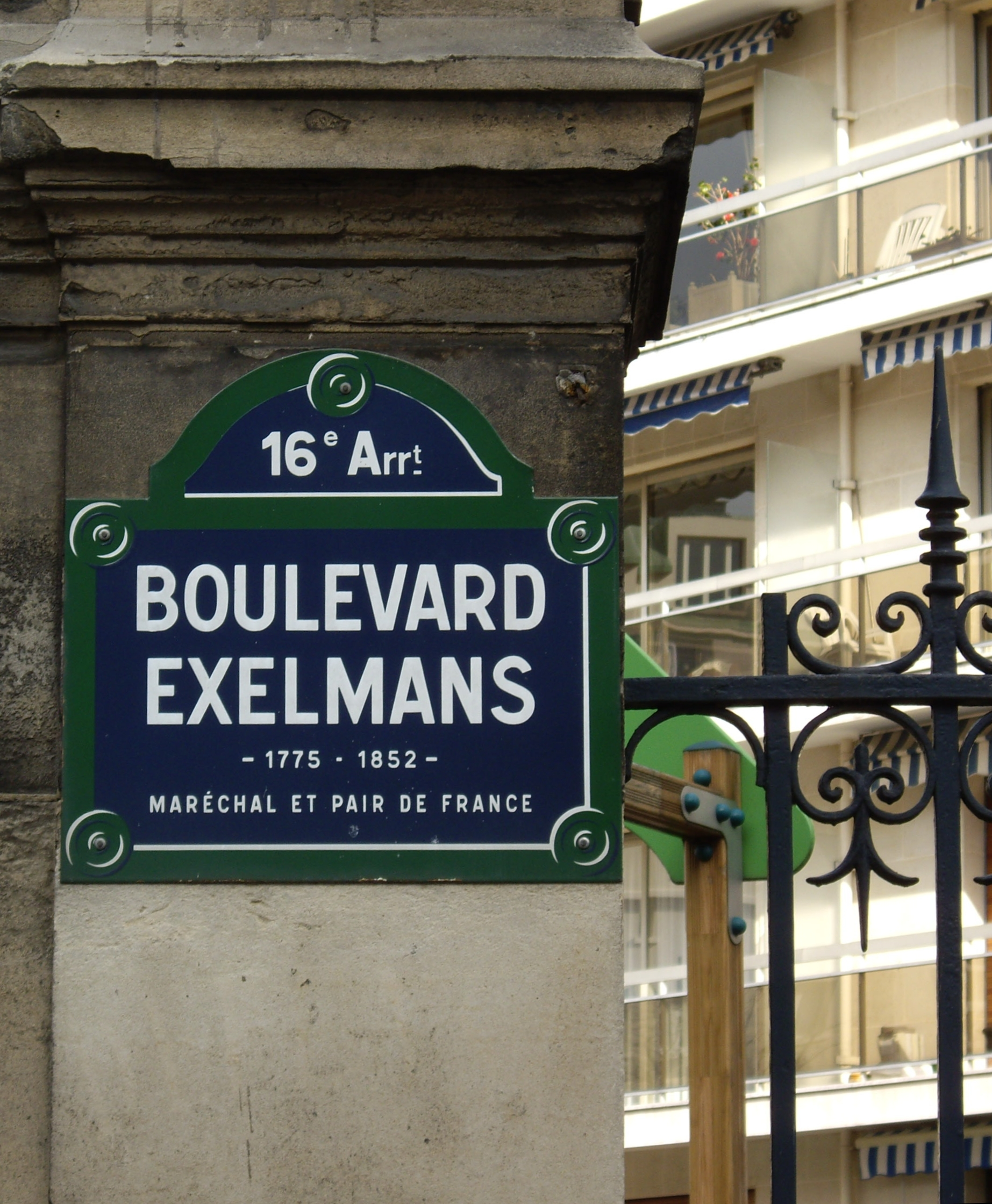
Plaque du boulevard Exelmans.
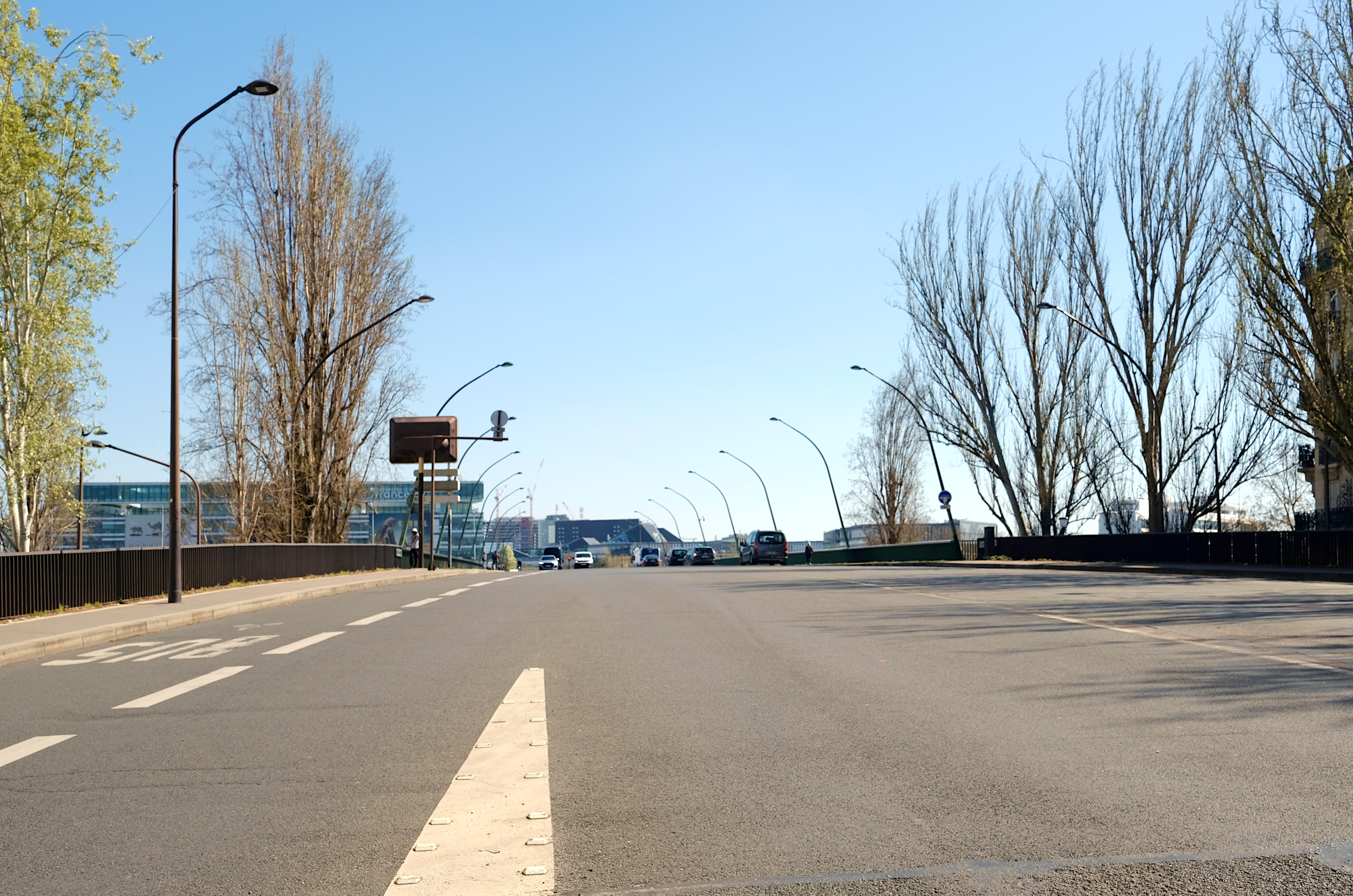
Le boulevard Exelmans en direction du pont du Garigliano.

Le boulevard est desservi par les lignes 9 à la station de métro Exelmans et 10 à la station Porte d'Auteuil au nord.
Au croisement avec l'avenue de Versailles ouvre le 25 février 1867 la gare du Point-du-Jour, intégrée à la ligne de Petite Ceinture. La gare ferme au trafic voyageurs le 23 juillet 1934 en raison de problèmes de rentabilité. Elle est démolie vers 1960,.

## Origine du nom

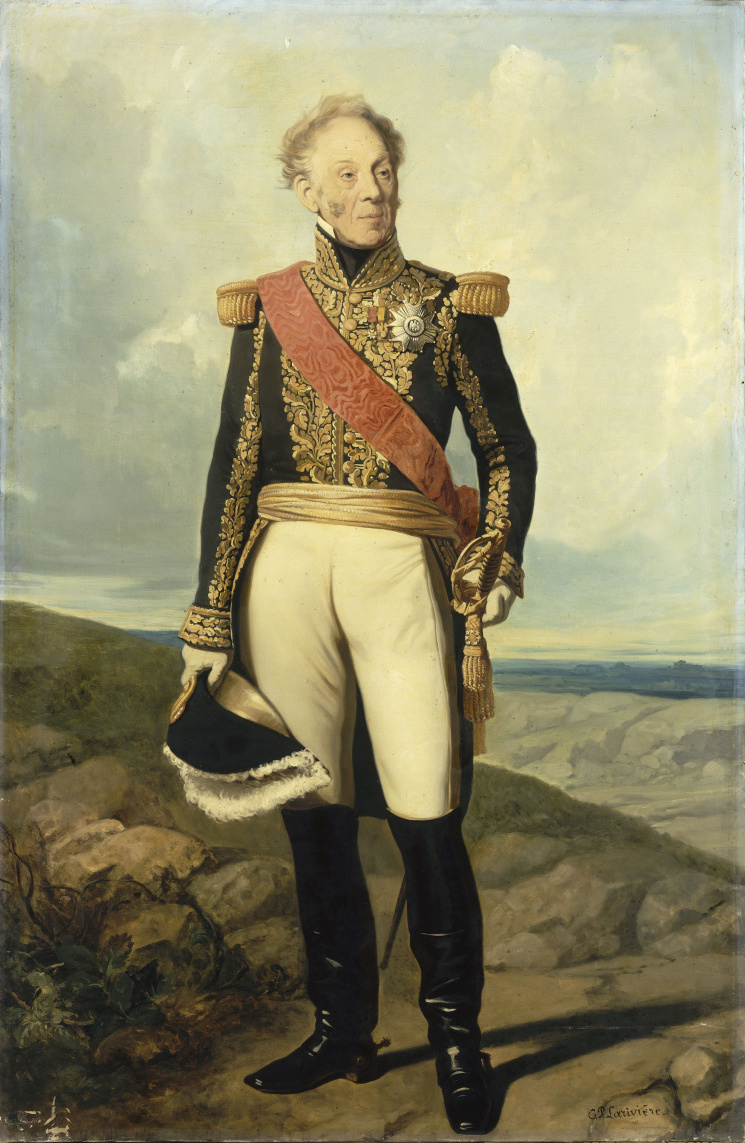
Isidore Exelmans.

Le boulevard porte le nom du comte Isidore Exelmans (1775-1852), maréchal de France de la Deuxième République.

## Historique

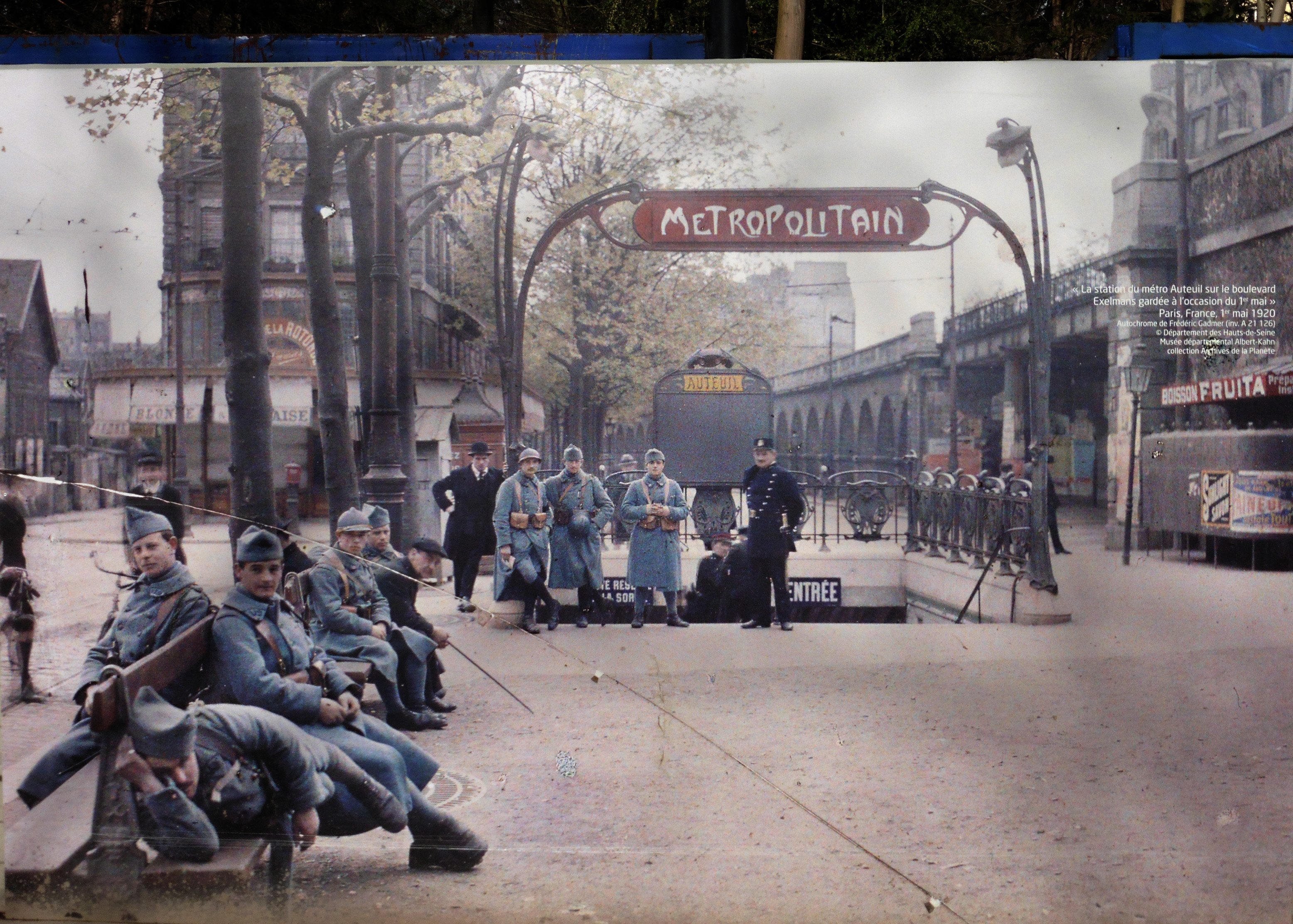
Le métro Porte d'Auteuil en 1920. On devine en arrière-plan le viaduc du boulevard Exelmans.

Le boulevard est percé en 1862-1863, en même temps qu'est construite la ligne de Petite Ceinture ferroviaire, raccordée côté sud à la gare du Point-du-Jour puis au viaduc d'Auteuil enjambant la Seine. Sur le boulevard, jusqu'à la gare d'Auteuil au nord, un prolongement de ce viaduc en maçonnerie occupe le terre-plein central jusqu'au début des années 1960,.
Bien que faisant la jonction entre les boulevards Suchet et du Général-Martial-Valin, il ne fait pas partie des boulevards des Maréchaux.
Il prend le nom de boulevard Exelmans le 2 mars 1867.
Le 6 août 1918, durant la Première Guerre mondiale, un obus lancé par la Grosse Bertha explose au no 40 boulevard Exelmans.
En 1943, durant la Seconde Guerre mondiale, le viaduc est endommagé par un bombardement.
Vers 1960 a lieu la démolition du viaduc du boulevard,. Sur la partie nord de la voie, le terre-plein subsiste, désormais planté d'arbres. Sur la partie sud, les voies de circulation sont réunies. Au carrefour avec l'avenue de Versailles, un tunnel est mis en service le 21 juin 1963 afin de gagner le pont du Garigliano.
Une photographie du boulevard en 1962, récemment débarrassé du viaduc, figure dans le Dictionnaire historique des rues de Paris de l'historien de Paris Jacques Hillairet.

## Bâtiments remarquables et lieux de mémoire
- No 14 : cinéma Exelmans, ouvert en 1933 et fermé en 1963[6].
- No 17 : ancien emplacement de la gare du Point-du-Jour, sur l'ancienne ligne de Petite Ceinture.
- au niveau des nos 24- 38 : place Claude-François, inaugurée le 11 mars 2000 en présence de nombreuses personnalités. À proximité du domicile du chanteur (no 46) et de ses bureaux (no 122)[7],[8].
- No 25 : emplacement de l'atelier de Jean-Baptiste Carpeaux (1827-1875), où travaillait le sculpteur, de 1869 à sa mort. Le bâtiment est détruit en 1899[1].
- No 39 : l'atelier Carpeaux, construit en 1895, où n'a pas habité l'artiste, commandé par la veuve du sculpteur Amélie de Montfort à l'architecte Hector Guimard. Elle y meurt en 1908[1]. La façade est ornée des statues de la Flore accroupie et du Pêcheur à la coquille de Carpeaux.
- No 46 : immeuble construit dans les années 1950. Claude François y résida de 1963 à sa mort en 1978, dans un appartement de 75 m² avec terrasse[7],[9]. Une plaque commémorative lui rend hommage sur la façade du bâtiment.
- No 49 : la villa Exelmans débouchait à ce niveau ; le site est depuis loti par la caserne[1].

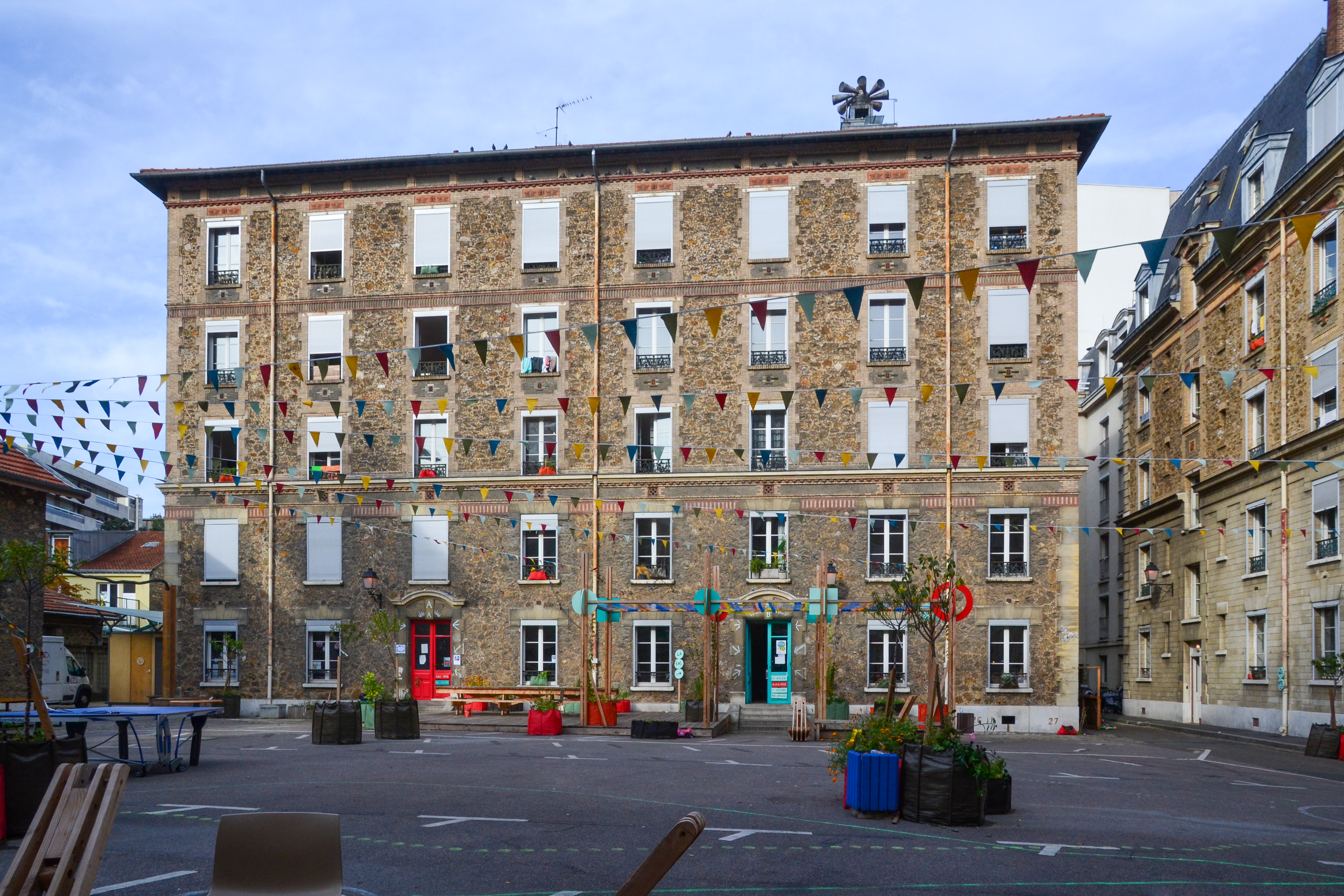
Dans l'ancienne caserne.

- No 51 : bien que Paris soit une zone police, le 51 abrite une caserne de gendarmerie départementale construite en 1908[1], la caserne Chalvidan, du nom d'un capitaine de gendarmerie tué par les Allemands le 22 août 1944 (une plaque lui rend hommage).
À la suite de sa fermeture s'y installe en 2018 un centre pour demandeurs d'asile, réfugiés et familles SDF, géré par l'association Aurore et baptisé « Les Cinq Toits ». Il accueille alors 250 personnes, 350 l'année suivante. L'espace est mixte, accueillant aussi « 35 artisans, artistes, entrepreneurs sociaux et acteurs associatifs afin de constituer un tissu économique, social et culturel au service de l’insertion » note l'association. On compte aussi « un restaurant solidaire, un petit jardin, des terrasses, un Pôle Vélo et un atelier partagé ». L'adjoint au logement auprès de la maire de Paris Ian Brossat indique que la municipalité fournit gratuitement les locaux pour deux ans ; « ensuite, la caserne sera transformée en logements sociaux, en un centre d'hébergement pérenne et en crèche »[10],[11],[12]. Des travaux de réhabilitation commencent en 2023, le chantier devant prendre fin en 2025[13]. En 2024, la mairie de Paris annonce que le site va accueillir « des logements pour les familles, une crèche, un centre de PMI, un centre d’hébergement et une pension de famille »[14].
- No 59 : le compositeur Charles Lecocq y meurt en 1918[1]. Un immeuble contemporain occupe depuis le site. Depuis le milieu des années 2020, siège de l'European Communication School.
- No 87 : église orthodoxe russe de l'Apparition de la Sainte Vierge[1] puis Notre-Dame du Signe[15]. Autrefois et longtemps dépendante de l'archevêché des églises orthodoxes russes en Europe occidentale, une juridiction du patriarcat œcuménique de Constantinople dont l'archevêque a décidé en septembre 2019 de rejoindre le patriarcat de Moscou[16]. Comme d'autres paroisses refusant cette décision, elle est depuis fin 2019, et à la suite d'un vote des paroissiens, rattachée au Vicariat de tradition russe auprès de la Métropole de France[17], ce qui lui permet de rester fidèle au patriarcat de Constantinople.
- No 90 : l'archéologue Léon Heuzey y meurt en 1922.
- Nos 110 et 110 bis : immeuble de rapport construit en 1929 par les architectes E. Crevel et P. Decaux[18].
- No 122 : hôtel particulier ayant appartenu au chanteur Claude François, qui abritait les bureaux de son label Flèche entre 1969 et 1978. Une plaque lui rend hommage. Biographe de l'artiste, Fabien Lecœuvre raconte[7] :

« Le 122, c’était l’adresse la plus importante, celle où, d’abord, on écrivait pour recevoir une photo dédicacée. Il y avait du monde tous les jours devant les grilles que les fans avaient interdiction de dépasser. Elles faisaient l’aller-retour entre ici et son domicile, écrivant au feutre ou gravant avec leur clé des « Cloclo, je t’aime » sur tous les immeubles situés entre les deux adresses. Il y avait des inscriptions partout. Les habitants du quartier étaient fous de rage. Mais, plus les gens râlaient contre Claude François, plus les fans se vengeaient sur les portes et les façades, multipliant les preuves d’amour. »

- No 138 : immeuble datant de 1930, avec ossature en béton armé et remplissage en briques claires, création de l'architecte Paul Guadet[19].

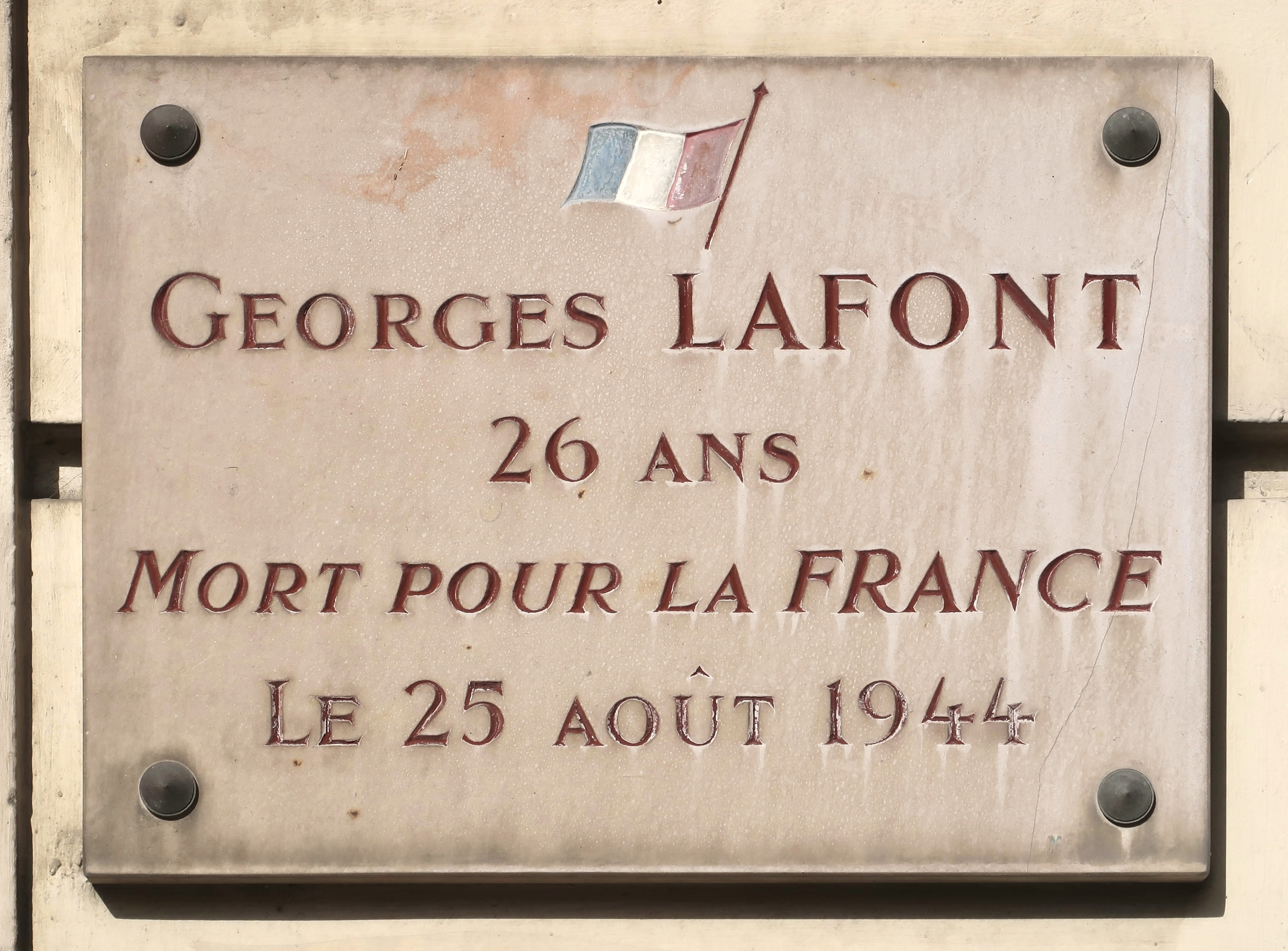
Plaque au no 18.
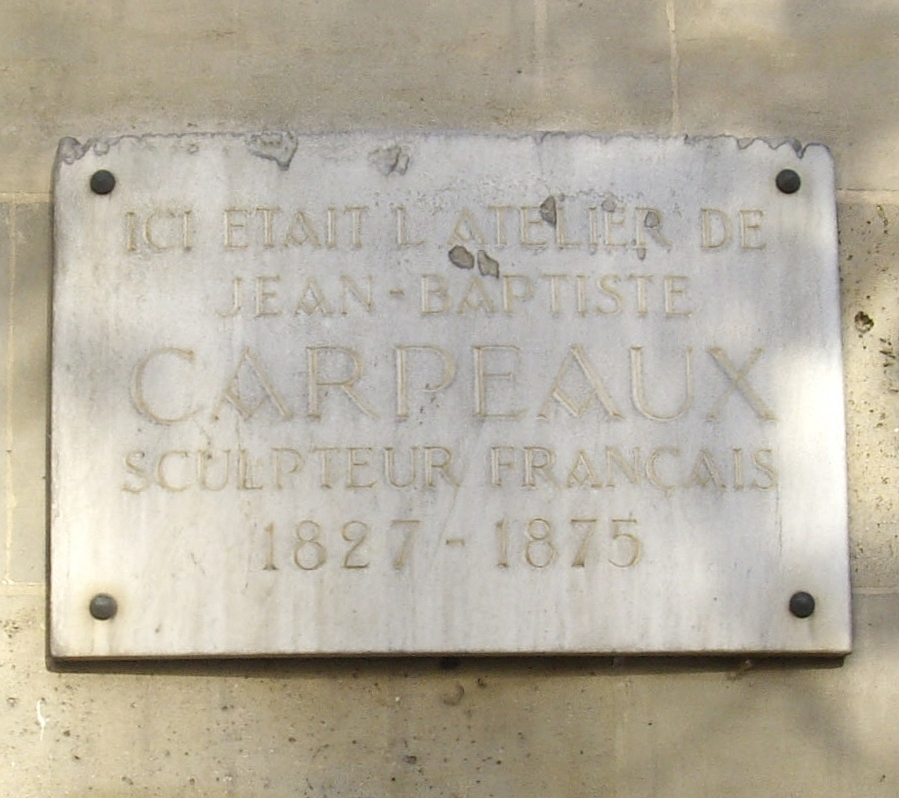
Plaque au no 39.
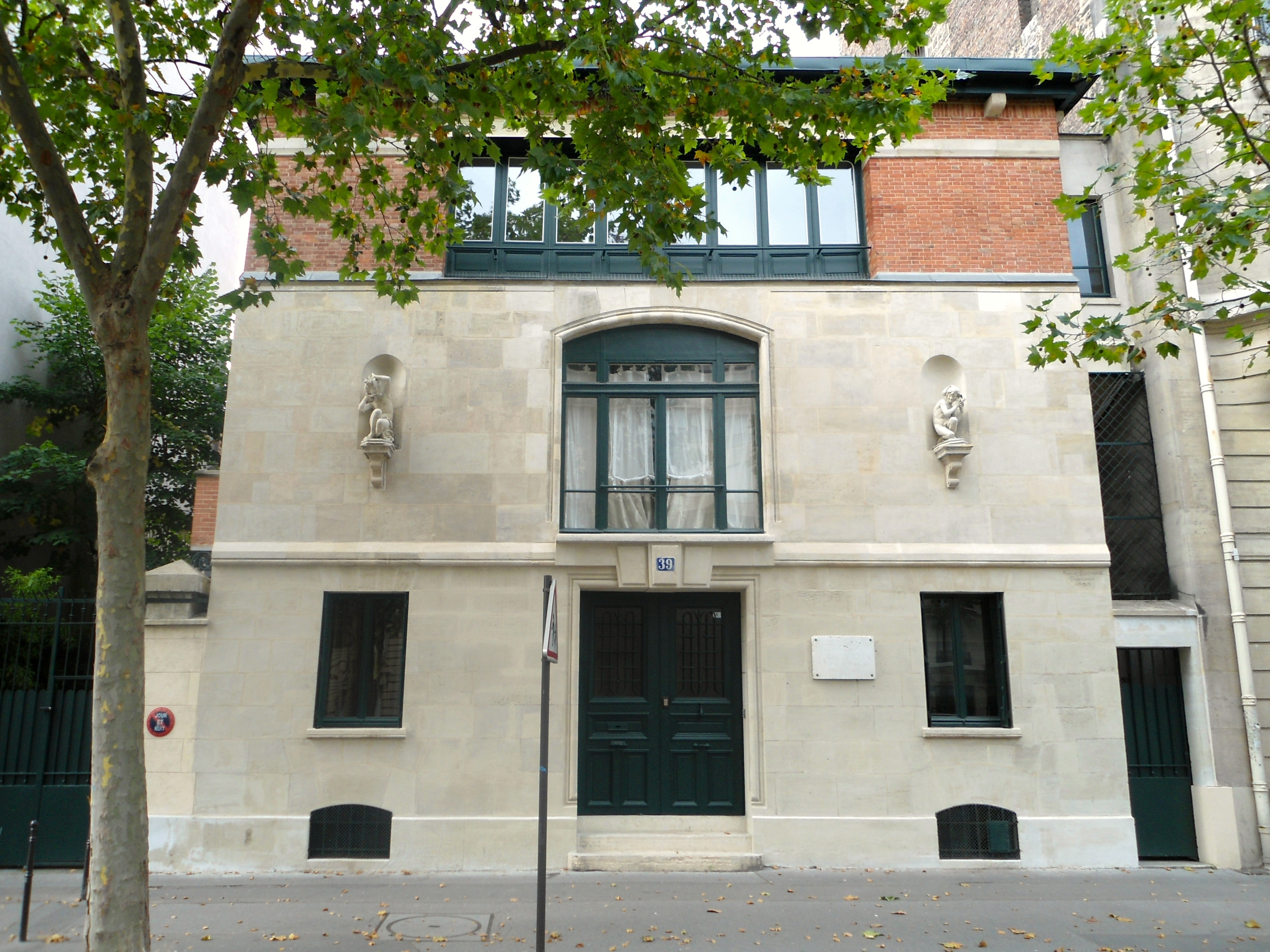
L'atelier Carpeaux au no 39.
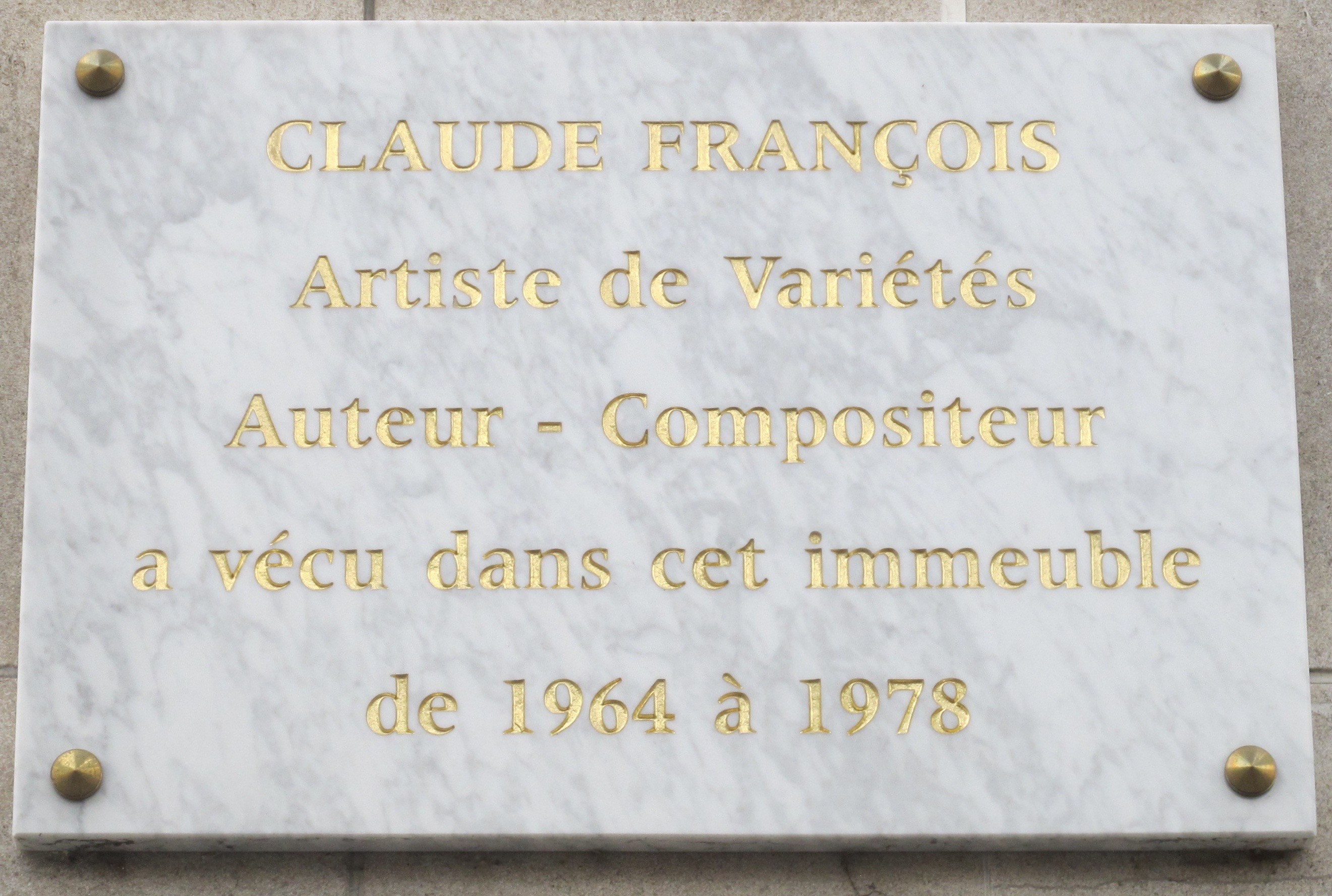
Plaque au no 46.
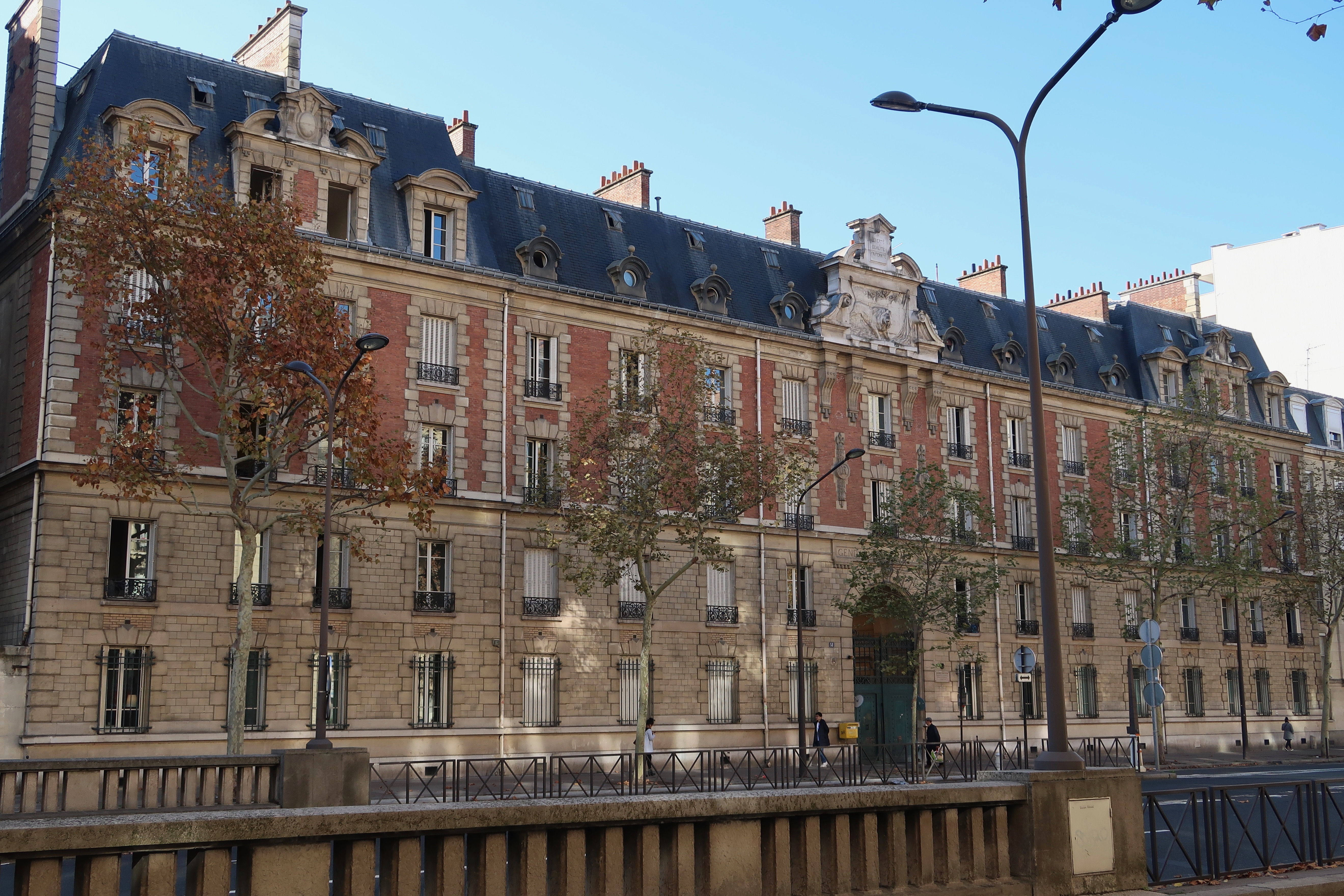
Caserne au no 51.
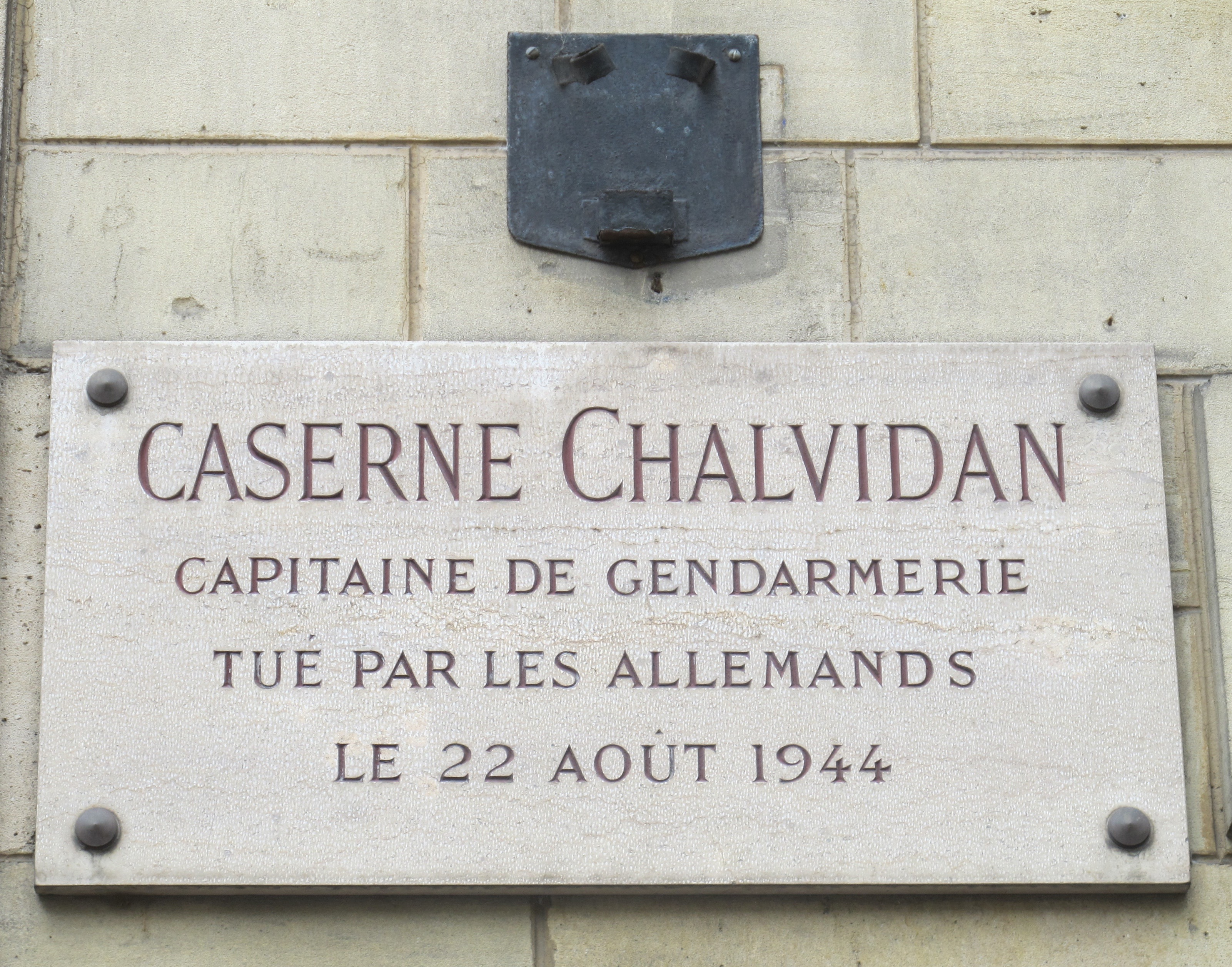
Plaque au no 51.
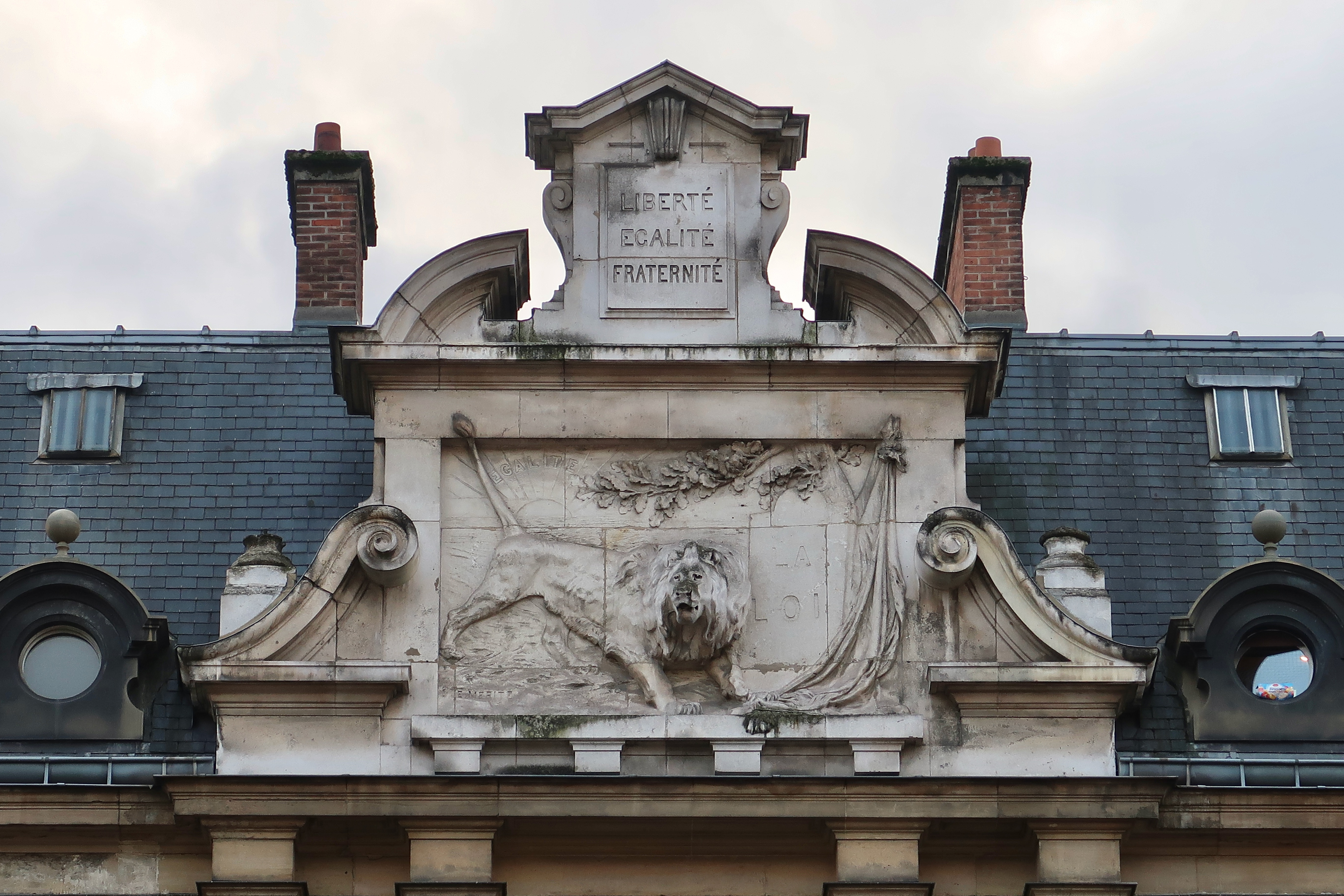
Fronton de la caserne.
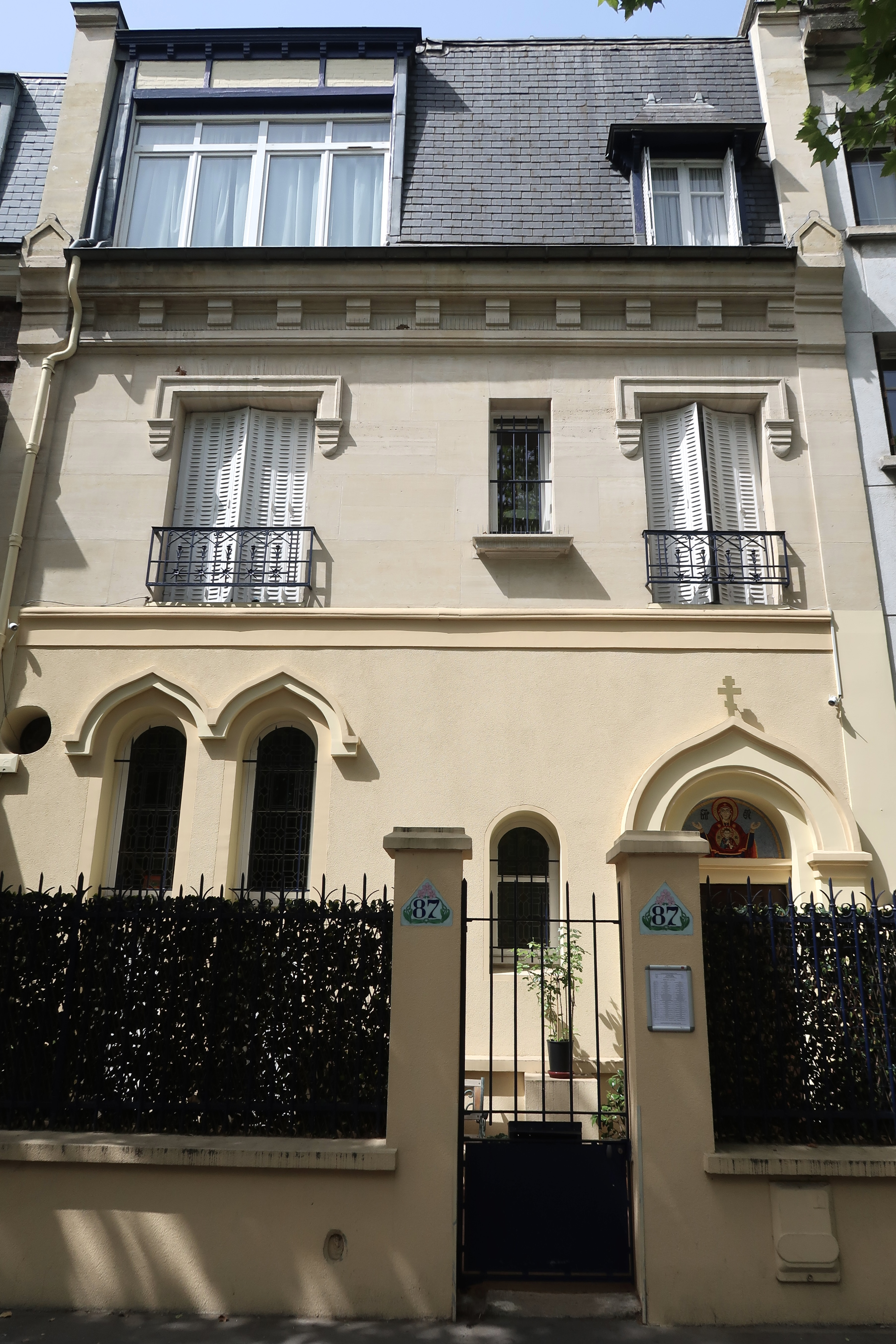
Église orthodoxe Notre-Dame-du-Signe, au no 87.
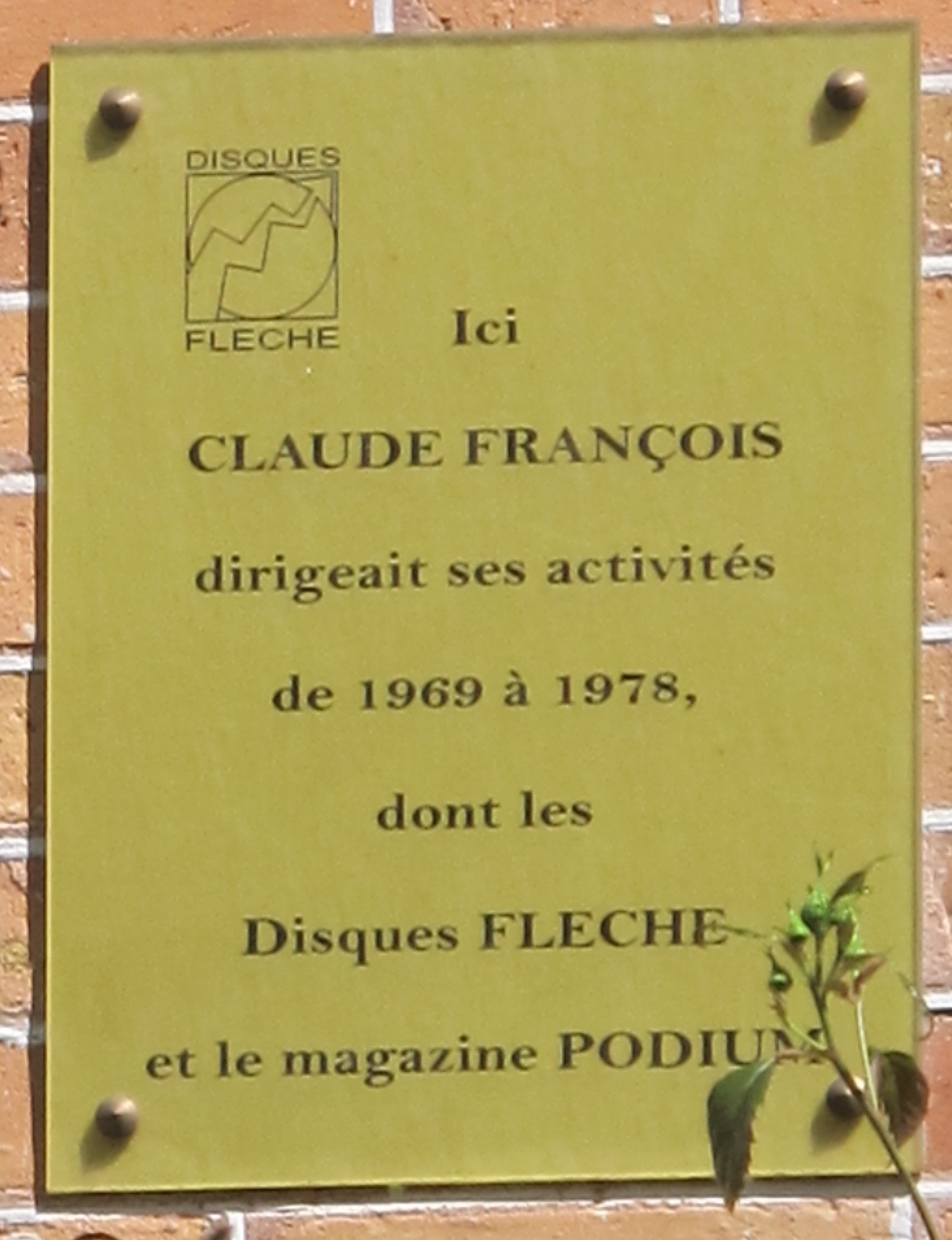
Plaque au no 122.
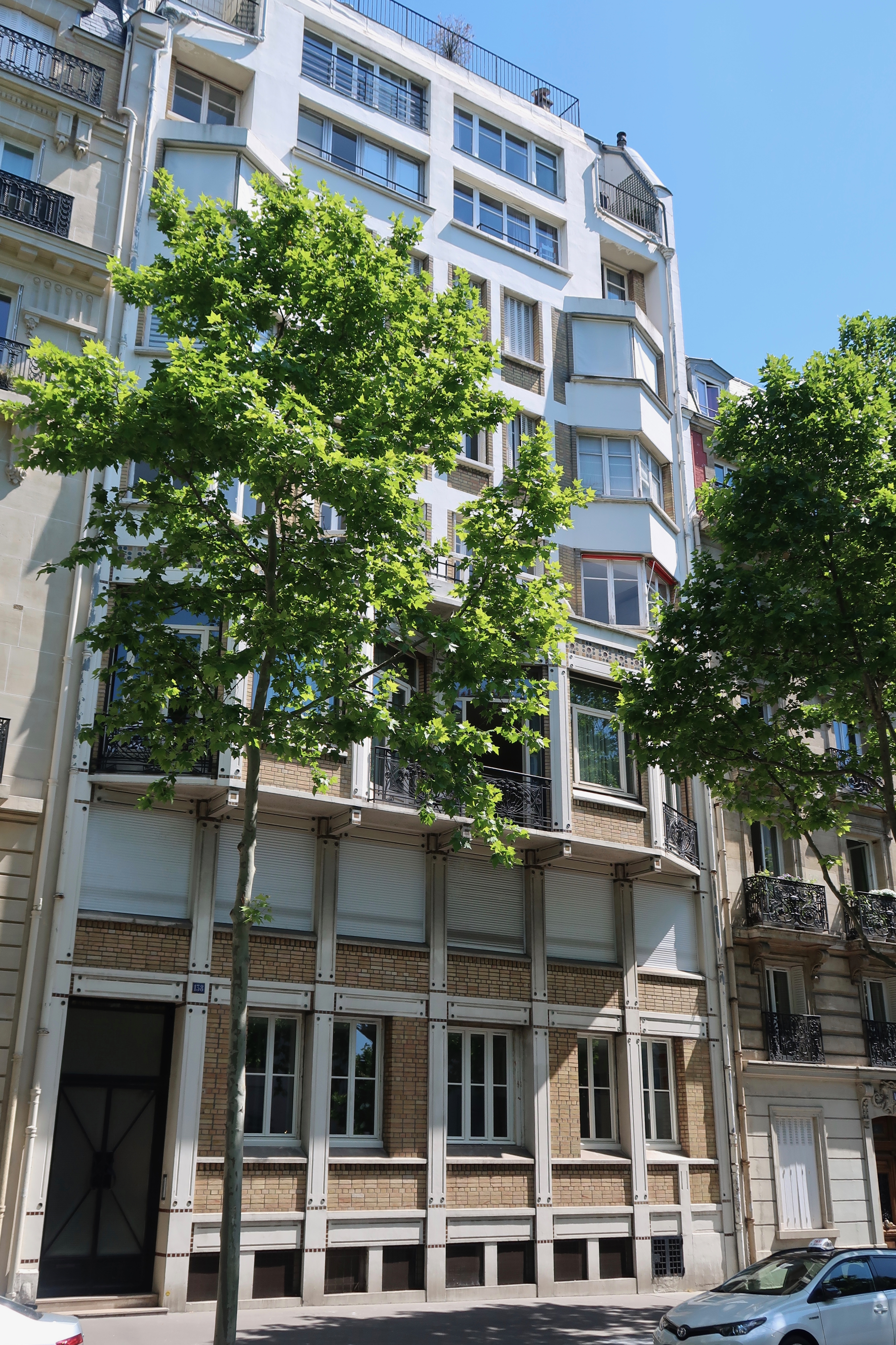
No 138.
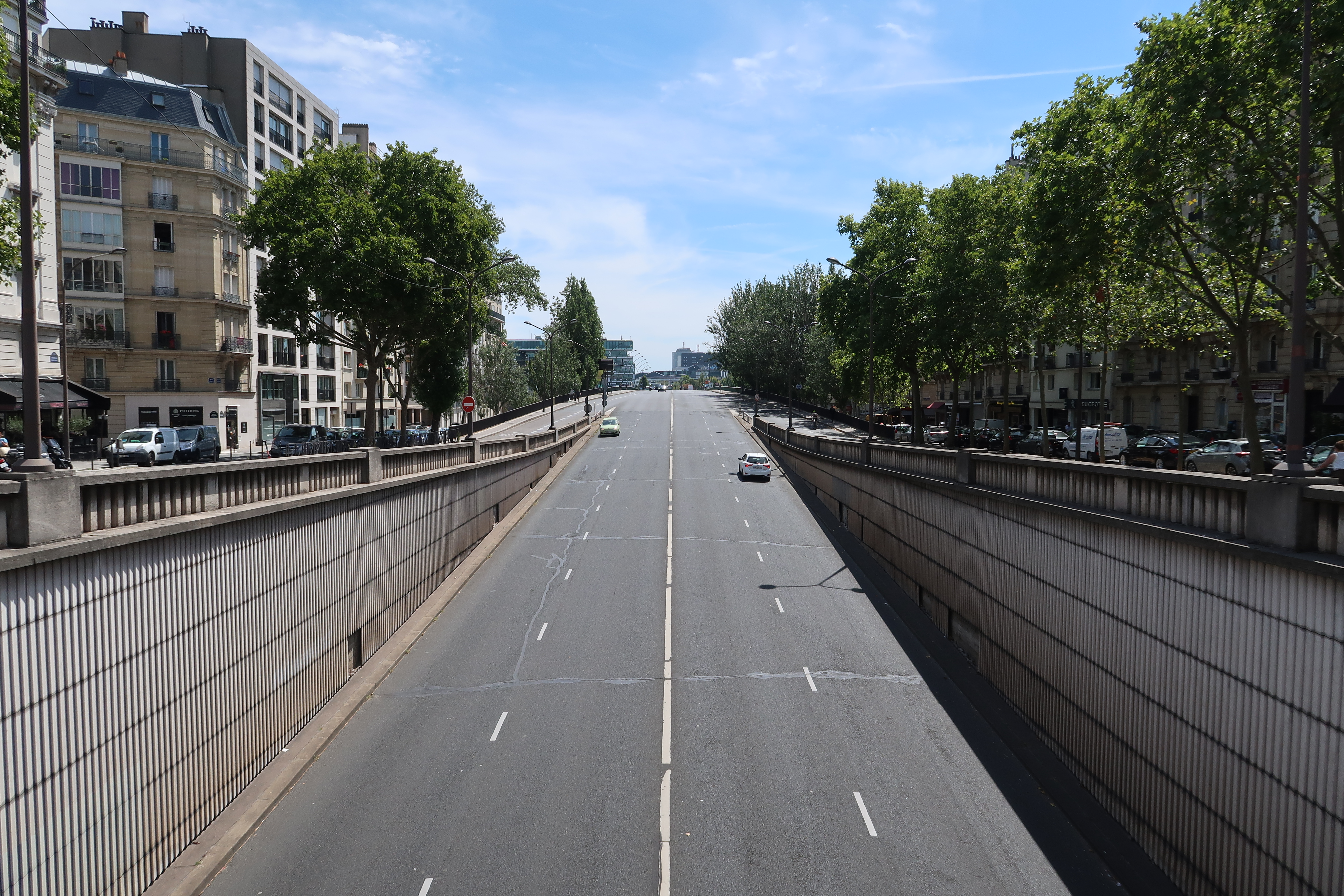
Sortie du tunnel, vers le pont du Garigliano.

## Cinéma
Des scènes du film long métrage Cloclo (2012), biopic retraçant la vie de Claude François, ainsi que de la saison 2 de la série Braquo, ont été tournées sur le boulevard Exelmans.
Autres films :
- Le meilleur reste à venir
- Mon bébé
- Tout le monde debout
- Ma France à moi
- Cigare au miel
- La Fille de Brest
- Numéro une

Séries :
- Tikkoun
- Emily in Paris

## Littérature
- Michel Leiris (1901-1990) écrit : « J’apercevais, le soir, un rougeoiement intense émanant de l’enseigne lumineuse de la fabrique des papiers à cigarettes ZIGZAG, bâtie sur le côté impair de ce boulevard parcouru sur toute sa longueur par une série nombreuse d’arcades supportant la voie du chemin de fer de ceinture depuis la gare d’Auteuil-Boulogne jusqu’au viaduc d’Auteuil »[20].